# 地理院地図
地理院地図（ちりいんちず）は、国土地理院が提供する、地図や空中写真などが閲覧可能なサービスである。2013年から公開が開始された。
WebGISの1つであり、Webブラウザ上で閲覧可能である。

## 機能
- 地形図（標準地図とよばれる）や主題図（土地条件図など）のほか、空中写真の閲覧ができる[1]。
  - 空中写真については最新のものに限らず、過去の空中写真も閲覧が可能である[5]。このため、新旧の写真を比較することもできる[6]。
- 色別標高図、陰影起伏図、赤色立体地図なども閲覧可能である[3]。
  - 地理院地図には「自分で作る色別標高図」機能があり、地域個別の状況に応じて各自で色・境界となる標高値を設定できる[7]。
- 作図機能を利用し、点や線、領域などの作図を行えるうえ、作図したデータをKMLまたはGeoJSON形式のファイルで保存することもできる[4]。
- 距離や面積の計測や、地図中への線や文字などの追加の作図を行うことができる[8]。
- 3Dで見ることもできる[9]。
- 中心位置の大まかな住所、経緯度、UTMポイント、標高を表示させることができる。

## 地理院タイル
地理院地図で提供される地図や空中写真のデータは、地理院タイルとよばれる。地理院タイルは地理院地図に限らず、それ以外のシステムやアプリケーションでも利用可能である。また、国土地理院コンテンツ利用規約に従って利用できる。
ただし、基本測量成果であり、一部の利用方法を除いて測量法に基づく国土地理院長への承認申請が必要なタイルが以下の通り。
- 標準地図、淡色地図 - 電子国土基本図および小縮尺地図。広域から詳細なものへ順に ズームレベル5 - 8、9 - 11、12 - 14、15 - 17、18の5段階の図尺がある[12]。
- English - 100万分の1までの小縮尺英語地図[12]。
- 数値地図25000（土地条件図）、火山基本図、宅地利用動向調査、20万分1土地利用図、湖沼図などの主題図[12]

以下のタイルは、出典の記載のみで、公共データ利用規約（第1.0版）（クリエイティブ・コモンズ・ライセンスの表示 4.0 国際（CC-BY-4.0）と互換）に従い利用できる。
- ズームレベル2 - 8の標準地図および淡色地図 - 地球地図のデータ。ただし、ズームレベル5 - 8の日本全国周辺地域は基本測量成果に該当する[12]。
- 白地図 - 行政界と海岸線[12]
- 空中写真・衛星写真 - 広域では衛星、大縮尺では空中写真。電子国土基本図のオルソ画像や航空測量用画像
- 色別標高図、デジタル標高地形図、陰影起伏図 傾斜量図、活断層図（都市圏活断層図）、治水地形分類図などの主題図[12]
- 基準点、標高などのデータ[12]
- 災害時に緊急撮影された空中写真・衛星写真、推定浸水深地図、火山災害対策用図など[12]

赤色立体地図、地質図など、ほかの会社・機関から提供されており個別の許諾が必要なタイルもある。
ArcGISやGoogle EarthなどのGISソフトウェアでも、地理院タイルを利用することができる。例えば、ArcGISの場合では、ESRIが提供する「地理院地図対応ツール」を利用することが可能である。

## 地理院地図Vector
地理院地図Vectorでは、ベクターデータとして地図データが配信されている。これにより、利用者が自由に地図をデザインして地図表現ができるようになった。すなわち、地図上で必要な項目だけを表示したり、表示項目の色や太さなどを自由に変更することができる。
2019年7月29日から試験公開が開始され、当時は公開範囲が関東地方の一部に限られていたが、2020年3月19日から日本全国が公開対象地域となった。
また、GitHubでソースコードも公開されている。

## ベース・レジストリとしての位置付け
2020年12月21日に日本初となるデータ戦略である「データ戦略タスクフォース第一次とりまとめ」の別紙として添付されたベース・レジストリ・ロードマップにおいて、ベース・レジストリの重点整備対象候補として『地理院地図』が挙げられ、その後2021年5月26日に地理院地図の基幹コンテンツである電子国土基本図がベース・レジストリとして指定される基礎となった。その後、電子国土基本図は基盤地図情報とともに2023年7月7日にデジタル庁から発せられた告示「ベース・レジストリの指定について」（令和5年デジタル庁告示第12号）によりベース・レジストリに指定されることとなる。